# Rasmus Paludan
 Der er flere personer med dette navn, se Rasmus Paludan (biskop).
Rasmus Paludan (født 2. januar 1982 i Nordsjælland) er en dansk-svensk politiker og advokat, der er stifter og leder af det højreorienterede politiske parti Stram Kurs. Paludan er blevet kendt for sine stærkt kontroversielle holdninger, herunder at islam bør forbydes, og at ikkevestlige borgere skal udvises af Danmark. 
I de danske medier er han blandt andet blevet beskrevet som højreradikal, ekstremist og hadprædikant.
Paludan har gjort sig bemærket for sine islamkritiske happenings og demonstrationer, der ofte afholdes i byområder med mange muslimske indvandrere. 
Under demonstrationerne har han kaldt Koranen for "den store luderbog" og islam for "homo-islam", ligesom han har afbrændt, spyttet på og kastet med Koranen samt opfordret til at tisse på den. Paludan har især skabt opmærksomhed ved at optage videoer fra sine demonstrationer og uploade dem til partiet Stram Kurs' YouTube-kanal. I 2020 blev kanalen lukket af YouTube med henvisning til, at deres retningslinjer forbyder chikane og hadsk tale rettet mod enkeltpersoner eller grupper baseret på race eller religion.
Som advokat har Paludan været forsvarer i flere sager med pressens bevågenhed. Paludan har desuden selv været involveret i en række søgsmål og juridiske tvister. I 2019 blev han idømt 14 dages betinget fængsel for overtrædelse af straffelovens § 266 b, også kendt som racismeparagraffen. I 2021 blev han af Østre Landsret fundet skyldig i racistiske og forhånende udtalelser, fik en betinget dom på 3 måneders fængsel og måtte betale erstatning til den forurettede, en somalisk kvinde.

## Baggrund og uddannelse
Paludan blev født den 2. januar 1982 i Nordsjælland 
og voksede op i Hornbæk. Rasmus Paludan er bror til lyriker Tine Paludan og forfatter Martin Paludan, der er tidligere social medie-manager for Alternativet.
Paludans mor giftede sig i 1989 med hans svenske far, Tomas Polvall (sv), hvorved han erhvervede sig retten til svensk statsborgerskab.
Paludan blev student fra Helsingør Gymnasium i 2000, hvor han i en periode var elevrådsformand. 
Efter gymnasiet aftjente han sin værnepligt. Paludan begyndte i 2001 at læse jura og blev i 2008 cand.jur. fra Københavns Universitet. Paludan havde årgangens niende højeste karaktergennemsnit efter sin BA. Et færdselsuheld i 2005 forsinkede imidlertid hans jurastudier. 
I løbet af studietiden arbejdede han for Kromann Reumert i 2004 og var året efter i praktik hos chefanklageren for Den Internationale Straffedomstol i Haag. I 2014 fik Paludan bestalling som advokat med møderet for landsret. Paludan var fra 2015 til 2018 ansat som ekstern lektor ved Det Juridiske Fakultet på Københavns Universitet, hvor flere studerende klagede til studieledelsen over Paludans undervisning og opførsel.
Begge søskende har offentligt taget afstand til Rasmus Paludans politiske budskaber og metoder.
Paludan har udtalt, at, de der kender ham, ved, at han er "uden for kategori". Paludan har betegnet sig som principfast og tilføjet, at han er det i en sådan grad, at det nok har begrænset hans omgangskreds.
I august 2022 blev Paludan optaget på teologistudiet på Københavns Universitet. Han udtalte, at han ikke ønskede at være præst, og at han ikke er medlem af folkekirken.

## Politisk karriere

### Tilhørsforhold
Paludan har været medlem af Radikal Ungdom og sad ifølge Ritzau i organisationens hovedbestyrelse i 2003 , hvilket dog er dementeret offentligt af Rasmus Paludan selv, der oplyste, at han alene sad i bestyrelsen i Radikal Ungdom København. 
Paludan har også været medlem af Radikale Venstre
og Venstre.
Paludan stillede i 2009 op til Europa-Parlamentet for JuniBevægelsen uden at blive valgt.
I november 2016 blev Paludan udpeget som medlem af Lars Vilks Komiteen.
I januar 2017 fortalte Paludan, at han var medlem af og advokat for den islamkritiske forening For Frihed. Paludan har ved flere lejligheder holdt tale ved foreningens arrangementer og deltaget i foreningens demonstrationer.

#### Nye Borgerlige
I januar 2017 fortalte Paludan, at han havde været medlem af Nye Borgerlige siden september 2016. 
Paludan blev af partiet opstillet som kandidat til Københavns Borgerrepræsentation den 28. januar 2017. 
En halv snes dage senere måtte Paludan forlade partiet, efter at dets ledelse var blevet bekendt med en kontroversiel tale, som Paludan havde holdt ved en demonstration arrangeret af foreningen For Frihed i oktober 2016; i talen spåede Paludan borgerkrigslignende tilstande i Danmark som følge af en invasion fra "fremmede fjender". Ifølge Nye Borgeliges formand, Pernille Vermund, havde Paludan med talen opfordret til vold. Peter Seier Christensen, der er medstifter af partiet, udtalte ligeledes, at han fandt talen fuldstændig uacceptabel.
| „ | Vores gader og stræder vil blive forvandlet til floder af blod, og de fremmede fjenders blod vil ende i kloakken, hvor de fremmede hører hjemme. | “ |
|   | — Rasmus Paludan, tale for For Frihed |   |

Efterfølgende berettede Paludan, at han havde meldt sig ind i det nationalistiske parti Dansk Samling. Paludan blev imidlertid aldrig optaget i partiet, da det fandt flere af hans udtalelser "ude af trit med Dansk Samlings grundsyn".

#### Stram Kurs
I juli 2017 stiftede Paludan partiet Stram Kurs.
Partiets mærkesager tæller et forbud mod islam 
og udvisning af op til en halv million ikkevestlige borgere.
I 2017 stillede Paludan op for Stram Kurs til kommunalvalget i København uden at få nok stemmer til en plads i Borgerrepræsentationen.
Efter at uroligheder ved Paludans demonstration på Nørrebro i København i april 2019 gav ham massiv pressedækning, indsamlede partiet det fornødne antal underskrifter til at blive opstillingsberettiget til folketingsvalget 2019. 
Paludan og Stram Kurs fik stor opmærksomhed under valgkampen og opnåede 63.114 stemmer, svarende til 1,79 % af de afgivne stemmer – lidt under spærregrænsen på 2 %. 
Paludan var partiets spidskandidat i Sjællands Storkreds og fik knap 10.000 personlige stemmer.
I december 2019 blev Paludan placeret som nummer 18 på Politikens liste over årets meningsdannere.

### Valgresultater
| Valg                  | Kreds               | Stemmer | Udfald     | Ref.   |
| --------------------- | ------------------- | ------- | ---------- | ------ |
| Kommunalvalg 2017     | København           | 85      | Ikke valgt | [ 49 ] |
| Regionsrådsvalg 2017  | Hovedstaden         | 243     | Ikke valgt | [ 50 ] |
| Folketingsvalget 2019 | Sjællands Storkreds | 9.959   | Ikke valgt | [ 47 ] |

## Politiske aktiviteter

### Tidlige aktiviteter
En af de første gange Paludan gjorde sig bemærket i medierne var i 2007, da han lancerede hjemmesiden www.kriminelle.dk; på siden offentliggjorde han billeder af cyklister og fodgængere, der overtrådte færdselsloven. Paludan fortalte, at han gjorde det for at mindske antallet af dræbte i trafikken og for at få folk til at tænke sig om. I august 2007 blev Paludan slået ned af en cyklist, som han havde fotograferet. Hjemmesiden findes ikke længere. I 2008 blev det omtalt i Jyllands-Posten, at Paludan havde meldt en 21-årig mand til politiet efter straffelovens § 266 b for at have udtalt sig krænkende om homoseksuelle i en Facebookgruppe.
I februar 2016 medbragte Paludan en pistolattrap til et møde i Lars Vilks Komiteen på Christiansborg.
Paludan fortalte senere, at det var en del af kunstværket Legetøj på Christiansborg; værket skulle illustrere, at politiet reagerer overdrevent på harmløse hændelser, mens de samtidigt reagerer utilfredsstillende på reelle terrortrusler. 
Paludan blev forhørt af politiet, men fik sin attrap tilbage uden at blive sigtet for noget. 
Paludan fortalte, at han havde opført et lignende kunstværk i et storcenter i Orange County, Californien; her blev han forhørt af politiet og desuden bortvist af storcenteret i fem år.

### Mediekanalen Frihedens Stemme
I januar 2017 introducerede Paludan mediekanalen Frihedens Stemme. Mediet er tilmeldt Pressenævnet, og Paludan er ansvarshavende redaktør. 
Frihedens Stemme har desuden en YouTube-kanal.
I en række videoer for kanalen har Paludan stillet sig op foran Ungdomshuset og andre kendte tilholdssteder for den yderste venstrefløj på Nørrebro i København. I videoerne opstår truende situationer, som leder Paludan til at flygte og tilkalde politiet.
| „ | Jeg ser det som en borgerpligt at stille mig op de steder, hvor man ikke kan sige sin mening af frygt for at blive overfaldet. Og jeg oplever, at der er sket en forandring. Når jeg førhen stillede mig op foran Bumzen i Baldersgade, blev jeg overfaldet. Jeg fortsatte, indtil jeg ikke blev overfaldet, og i år holdt jeg tale foran Bumzen på årsdagen for rydningen af Ungdomshuset, uden at der skete noget. Men det hjalp måske, at der stod 20 betjente. | “ |
|   | — Rasmus Paludan, B.T. i august 2018 |   |

Den 25. januar 2017 mødte Paludan op ved Folkets Hus på Nørrebro for at interviewe deltagere i "Venstreradikalt Stormøde", hvor et af punkterne på dagsordenen var drøftelse af "den militante modstand". Paludan fik besked på at forlade området og måtte flygte fra kasteskyts og trusler om vold. Københavns Politi gav efterfølgende Paludan påbud om, at han ikke måtte nærme sig Folkets Hus de næste tolv timer af hensyn til sin egen sikkerhed.

### Demonstrationer med Stram Kurs

#### Danmark
Paludan blev i løbet af 2018 et internetfænomen ved at afholde en række kontroversielle demonstrationer og uploade videoer af dem til webportalen YouTube. Paludan har især arrangeret demonstrationer i landets udsatte boligområder, hvor han er kommet med rabiate udtalelser om islam, 
har spyttet på, kastet med og afbrændt Koranen samt opfordret til at tisse på den
og har fremvist satiriske tegninger af profeten Muhammed.
Paludan har eksempelvis omtalt Koranen som "den store luderbog" 
og islam som "homo-islam". 
Mange af optrinnene er blevet optaget og lagt op på Stram Kurs' YouTube-kanal, som i april 2019 havde mere end 300 videoer, hvoraf nogle var set over hundrede tusinde gange. YouTube-videoerne har især oplevet popularitet hos børn og unge,
som også tit kan ses i baggrunden ved demonstrationerne.
I 2020 blev kanalen lukket af YouTube med henvisning til, at deres retningslinjer forbyder chikane og hadsk tale rettet mod enkeltpersoner eller grupper baseret på race eller religion.
Paludans udtalelser og metoder har mødt kritik fra en række politikere og mediepersoner, mens flere af disse imidlertid har forsvaret hans ret til at ytre sig.
Under en af Paludans demonstrationer på Nørrebro i april 2019 blev han forsøgt angrebet, hvorefter der opstod uroligheder og adskillige blev anholdt. I den forbindelse tweetede daværende statsminister i Danmark, Lars Løkke Rasmussen, at han tog kraftigt afstand fra Paludans provokationer, men opfordrede til at møde dem med argumenter frem for vold. Flere folketingspolitikere tweetede lignende budskaber, heriblandt daværende udenrigsminister, Anders Samuelsen (LA), daværende justitsminister, Søren Pape Poulsen (K), daværende formand for retsudvalget, Peter Skaarup (DF), og politisk ordfører, Pernille Skipper (EL).

#### Sverige
Paludan fik i 2020 bekræftet sit svenske statsborgerskab og opnåede dermed retten til at stille op ved det svenske rigsdagsvalg. I februar 2022 udtalte Paludan, at han planlagde at stille op til rigsdagsvalget i september. Paludan begyndte kort efter at afholde en række demonstrationer i Sverige, mens Stram Kurs sideløbende arbejdede på at blive opstillingsberettiget i Danmark. I april 2022 opstod der voldsomme uroligheder i forbindelse med hans demonstrationer i Rinkeby, Örebro, Linköping og Norrköping. Urolighederne blev fordømt af Sveriges daværende statsminister, Magdalena Andersson, som samtidigt forsvarede Paludans ret til at ytre sig. Andre svenske rigsdagsmedlemmer, heriblandt Johan Pehrson og Jimmie Åkesson, udtrykte også fordømmelse overfor de voldelige reaktioner.

### Koranafbrænding foran tyrkisk ambassade
Den 21. januar 2023 brændte Paludan en koran foran den tyrkiske ambassade i Stockholm. Koranafbrændingen fik Tyrkiet til at aflyse et svensk ministerbesøg, der skulle have omhandlet Sveriges ansøgning om medlemskab i Nato, og der opstod demonstrationer i Tyrkiet, Irak, Yemen og Jordan, hvor hundredevis af vrede demonstranter blandt andet brændte det svenske flag og billeder af Paludan af. Tyrkiets præsident, Recep Tayyip Erdogan, udtalte, at Sverige ikke længere skulle forvente tyrkisk støtte til deres Nato-medlemskab. Et svensk medlemskab af Nato forudsætter, at samtlige 30 medlemslande godkender Sveriges ansøgning; Tyrkiet er det eneste land, der har nægtet at gøre det. Ifølge flere eksperter og analytikere benyttede Erdogan situationen til at profilere sig op til det tyrkiske præsidentvalg i maj. Paludan udtalte den 26. januar, at han hver fredag ville brænde en koran foran Tyrkiets ambassade i København, indtil Tyrkiet er klar til at ratificere Sveriges ansøgning om Nato-medlemskab.

## Politibeskyttelse og sikkerhed
Paludan har demonstreret under massiv politibeskyttelse 
i bydele og boligområder som Vollsmose, Brøndby Strand, Taastrupgaard, Ishøj, Greve og Aalborg Øst, og han har flere gange båret skudsikker vest til demonstrationerne.
Paludan har desuden modtaget adskillige dødstrusler, og i marts 2019 blev en person sigtet og varetægtsfængslet for at have truet Paludan på livet.
To forhenværende operative chefer for Politiets Efterretningstjeneste (PET), Hans Jørgen Bonnichsen og Frank Jensen, vurderede i april 2019, at Paludan var i livsfare som følge af sine islamkritiske provokationer. Bonnichsen og Jensen vurderede også, at Paludan med sine aktiviteter medvirkede til at øge den samlede terrortrussel mod Danmarks befolkning.
I oktober 2019 fik Paludan af Københavns Politi et midlertidigt forbud mod at demonstrere i politikredsen, eftersom Center for Terroranalyse (CTA) havde vurderet den aktuelle terrortrussel mod Paludan som "meget alvorlig" grundet en "specifik trussel". I september 2020 kom Paludan på Al-Qaedas dødsliste, og ifølge Paludan valgte PET derfor at skærpe sikkerheden omkring ham.

### Debat om politiressourcer
Politiets beskyttelse af Paludan havde fra 1. januar 2019 til folketingsvalgdagen 5. juni samme år kostet 100 millioner kroner.
Ifølge en opgørelse fra Rigspolitiet kostede politibeskyttelsen seks millioner kroner i perioden 1. januar til 7. april, mens omkostningerne den 29. april var syvdoblet til omtrent 41 millioner. 
Omkostningerne forbundet med politiets beskyttelse af Paludan er flere gange blevet debatteret i medierne af politikere og meningsdannere. En række landsækkende aviser, herunder Politiken, Berlingske, Jyllands-Posten, Information, Ekstra Bladet og B.T., argumenterede i ledende artikler for Paludans ret til ytringsfrihed og religionskritik efter urolighederne i forbindelse med en demonstration på Nørrebro i april 2019.
Kristeligt Dagblad skrev imidlertid, at ytringsfriheden har og bør have grænser, og at den afskaffede blasfemiparagraf kunne have været "et instrument til at beskytte den offentlige orden".
Foruden aviser blandede flere folketingsmedlemmer sig også i debatten. I september 2018 udtalte retsordfører for Socialistisk Folkeparti, Karsten Hønge, at politibeskyttelsen burde ophøre, og at Paludan burde demonstrere på eget ansvar.
I maj 2019 udtalte Danmarks daværende justitsminister, Søren Pape Poulsen, at det er vigtigt at forsvare Paludans ret til at demonstrere, selvom han er både "uopdragen og usympatisk".
Naser Khader, der er folketingsmedlem for De Konservative, har ligeledes argumenteret for vigtigheden af at beskytte Paludan.

### Udsættelse for vold og hærværk
Paludan er flere gange blevet udsat for vold eller forsøg på vold i forbindelse med sine demonstrationer: 
i april 2019 blev Paludan ramt i hovedet af en sten under en demonstration i Viborg;
i oktober 2019 blev Paludan af politiet evakueret fra en demonstration i Tingbjerg, efter at en række kanonslag var blevet kastet mod ham; 
og i november 2019 blev en kvinde sigtet for vold efter at have kastet en væske mod Paludan under en demonstration på Nørrebros Runddel.
I december 2016 blev Paludans advokatkontor udsat for hærværk. Ukendte gerningsmænd havde knust en rude og kastet en tændt pulverslukker ind på kontoret. Pulverslukkeren var spændt fast med gaffertape, så den forblev tændt og sprøjtede et tykt lag pulver ud i hele kontoret. De ukendte gerningsmænd havde skrevet "Fuck Pegida" på kontorets facade, en henvisning til foreningen For Frihed, hvis navn tidligere var Pegida.
I januar 2019 opstod der tumult mellem Paludan og to fremmede mænd, mens Paludan motionerede på Amager Fælled. Paludan aktiverede sin overfaldsalarm, men de to mænd stak af på cykel efter at den ene havde skubbet og sparket Paludan. I februar 2020 blev den ene mand fundet skyldig i Københavns Byret og dømt til 40 dages betinget fængsel, mens den anden mand blev frifundet.
I juni 2020 blev Paludan under en af sine demonstrationer truet af en knivbevæbnet mand i Gellerupparken i Aarhus. Paludan blev evakueret af politiet, der skød manden i benet efter at have affyret varselsskud. Manden blev efterfølgende sigtet og tiltalt for drabsforsøg, ligesom en anden mand blev tiltalt for medvirken til samme. De to mænd blev den 8. februar 2021 frikendt for drabsforsøg, men dømt for vold efter paragraf 245 stk. 1.

## Politiske synspunkter

### Karakteristik i medierne
I medierne er Paludan blevet betegnet som yderligtgående, højreradikal, 
ekstremist 
og hadprædikant. Chefredaktør for Weekendavisen, Martin Krasnik, kaldte i en leder i maj 2019 Paludan for nazist; denne beskrivelse er blevet afvist af adskillige historikere og blev af historikeren Bent Blüdnikow betegnet som en "ahistorisk og farlig relativisering af den historiske nazisme" og "en sjofelhed mod nazismens ofre". 
Historikeren Claus Bryld udtalte til Berlingske, at han ikke havde problemer med Krasniks brug af ordet nazist, men at han selv nok ville bruge ordet racist. Lektor i historie ved Roskilde Universitets Center Claus Bundgård Christensen, der tillige er ekspert i nazisme, mener ikke, at Paludan er nazist. Retorikken, der benyttes, minder ifølge Christensen heller ikke om nazisternes retorik, og han kalder i stedet partilederen for en "populistisk demagog". Britiske The Economist beskrev ham i februar 2023 som "en opmærksomhedskrævende højreradikal dansk politiker". Paludan har blandt andet omtalt sig selv som "samfundets vogter", "frihedens soldat" og "danernes lys".

### Forbud mod islam
Paludan mener, at islam skal være forbudt i Danmark, 
og et forbud er også en del af Stram Kurs' politiske program.
Ifølge Paludan vil et sådant forbud ikke være grundlovsstridigt, da religionsfriheden ifølge Grundlovens paragraf 67 
er begrænset deri, at "intet læres eller foretages, som strider mod sædeligheden eller den offentlige orden".
Jørgen Albæk Jensen, der er professor i jura på Aarhus Universitet, har vurderet et forbud mod islam til at stride imod omtalte paragraf, og juraprofessor Jens Elo Rytter har vurderet, at man potentielt kan forbyde trossamfund, men ikke en hel religion.

### Den store udskiftning
Paludan har flere gange advaret om "den store udskiftning"
– en teori om at europæiske befolkninger gradvist udskiftes med muslimske indvandrere og deres efterkommere.
Paludan udtalte i en partilederdebat under folketingsvalget 2019, at den etnisk danske befolkning nærmer sig at blive en minoritet grundet en højere fødselsrate hos muslimer i Danmark, og Paludan har ved flere lejligheder udtalt, at det vil blive en realitet inden for få årtier.
Ifølge religions- og demografiforskere er der intet, der tyder på en sådan udvikling.

## Retssager og afgørelser
Paludan har været involveret i en række søgsmål og juridiske tvister; han har selv været indklaget ved forskellige retsinstanser og også selv stået bag flere søgsmål og klager. Jacob Mchangama, der er direktør i den juridiske tænketank Justitia, har kritiseret Paludan for at operere med to standarder for ytringsfrihed og for at anlægge "en række åbenlyst grundløse injuriesager":
| „ | Paludan opererer med to forskellige standarder for ytringsfrihed: En, der gælder ham selv, og som er nærmest ubegrænset, og så en, der gælder hans modstandere, og som er nærmest ikkeeksisterende, når det gælder kritik af ham selv. Det forhold, at han har anlagt og tabt en række åbenlyst grundløse injuriesager, understreger dette. Det samme gør truslerne med fængselsstraf for »landsforræderi« mod politiske modstandere. | “ |
|   | — Jacob Mchangama, Berlingske |   |

### Klagesager mod politiet
Paludan har flere gange udtalt kritik af politiet og juristerne ansat derved, ligesom han har ført en række klagesager mod konkrete betjente. I 2007 beskrev han i et debatindlæg, hvordan han havde oplevet adskillige betjente handle kritisabelt. 
I debatindlægget vurderede Paludan, at langt de fleste politibetjente lider af personlighedsforstyrrelsen psykopati.
I 2008 stiftede Paludan foreningen Dansk Center for Klager over Politiet for at bekæmpe det gældende politiklagesystem.
Paludan har ført mindst 18 klagesager mod konkrete betjente uden at få medhold, og han har søgt aktindsigt i mindst 81 politiansattes og 16 politianklageres personaleoplysninger. 
Formand for Politiforbundet, Claus Oxfeldt, og formand for Rigspolitiforeningen, Jørgen Olsen, har betegnet Paludans ageren som chikane og bevidst misbrug.

### Egne søgsmål
I 2004 anlagde Paludan et civilt søgsmål mod Rasmus Paludan Malver, daværende medlem af Konservativ Ungdom, for at kalde sig Rasmus Paludan i blandt andet et læserbrev og på et debatforum. Malver blev delvist frifundet, men dømt for at have anvendt brugernavnet "Paludan" i Konservativ Ungdoms debatforum, da man efter den daværende navnelovgivning ikke måtte bruge sit mellemnavn som efternavn.
I 2006 sagsøgte Paludan fire medlemmer af Konservativ Ungdom for injurierende udtalelser. I et debatindlæg på organisationens hjemmeside havde én kaldt Paludan for "neurotisk", en anden "a nasty slick boy", en tredje “smørhår” og “slikfriller” og en fjerde “narhat”. Han sagsøgte også Konservativ Ungdom for at drive debatforummet. I Østre Landsret blev to medlemmer idømt to dagbøder a 500 kroner for "neurotisk" og “nasty slick boy”. De to andre blev frifundet for “smørhår”, “slikfriller” og “narhat”. Konservativ Ungdom blev også frifundet.

### Straffesager mod sig

#### Dom for fornærmelig tiltale
I 2015 blev Paludan i Østre Landsret idømt ti dagbøder a 400 kroner for fornærmelig tiltale mod en politiassistent fra Københavns Politi. I forbindelse med en tilholdssag skrev Paludan tre e-mails til politiassistenten; i mailene kaldte Paludan blandt andet politiassistenten for en "kriminel snothvalp" og "fascistisk stormsoldat". Under sagen blev der fremlagt uddrag af erklæringer fra en neuropsykologisk undersøgelse, en psykiatrisk speciallægeerklæring og en neuropsykologisk forundersøgelse. Undersøgelserne viste, at en hjerneskade pådraget ved et færdselsuheld i 2005 havde efterladt Paludan med en méngrad på 25 procent og et erhvervsevnetab på 25 procent. Paludan forklarede i retten, at skaden havde medført en adfærdsændring, der gav ham svært ved at tolerere andres fejl uden selv at blive meget frustreret.

#### Første dom for racisme
I april 2019 blev Paludan ved Retten i Glostrup idømt 14 dages betinget fængsel for at have overtrådt straffelovens § 266 b, også kendt som racismeparagraffen, efter i en YouTubevideo at have koblet afrikanere med lav intelligens. Paludan udtalte i videoen:
| „ | Ja, når man som [Bwalya Sørensen] og som de fleste negere i Sydafrika ikke er begavede nok til at kunne se, hvordan tingene rent faktisk forholder sig, så er det meget nemmere kun at se i sort/hvid, og som sagt give skylden til de hvide. | “ |
|   | — Rasmus Paludan |   |

Retten vurderede desuden, at videoen var udtryk for propagandavirksomhed, hvilket ifølge loven er en skærpende omstændighed. Paludan ankede til Østre Landsret, som stadfæstede dommen den 4. juli.

#### Anden dom for racisme og andre forhold
I juni 2020 blev Paludan tiltalt for 14 lovovertrædelser af Statsadvokaten i København.
Anklagerne omhandlede racisme, ærekrænkelse og hasarderet kørsel.
Den 25. juni blev Paludan af Retten i Næstved fundet skyldig i samtlige anklager og idømt tre måneders fængsel, heraf én måned ubetinget.
Udover fængselsstraffen blev Paludan frataget førerretten i et år, frataget retten til at føre straffesager som advokat i tre år og idømt en bøde på 8.500 kroner samt dømt til at betale 30.000 kroner i erstatning til den forurettede i forholdet om ærekrænkelse.
Paludan fortalte efterfølgende, at han ville anke dommen. Østre Landsret kendte 2. september 2021 Paludan skyldig men gjorde hele fængselsstraffen betinget, nedsatte erstatningen til 5.000 kr. og fratog ikke Paludan retten til at føre straffesager. Landsretten fastholdt ubetinget frakendelse af kørekort og færdselsbøden på 8.500 kr.

### Tilholdssag
I 2013 fik Paludan af Københavns Politi udstedt et tilhold mod at opsøge en tidligere medstuderende fra latinstudierne på Københavns Universitet. 
Tilholdet af fem års varighed blev udstedt, efter at Paludan gennem flere år havde chikaneret den medstuderende.
Ifølge Berlingske bestod chikanen i telefonopkald, breve, SMS'er, fysisk forfølgelse, opsøgning af den studerendes familiemedlemmer og rundsendelse af breve med nedsættende oplysninger om den studerende.

### Indrejseforbud i Sverige
I august 2020 blev Paludan ved ankomst til grænsekontrollen i Lernacken nægtet indrejse i Sverige og fik af politiet i Malmø meddelt indrejseforbud i Sverige i to år af hensyn til rigets sikkerhed.
Politiet havde på forhånd nægtet Paludan tilladelse til afholdelse af en demonstration i Malmø af hensyn til orden og sikkerhed.
Paludan fik senere anerkendt svensk statsborgerskab af Migrationsverket og kan derfor ikke blive nægtet indrejse.

### Seksuelle chats med mindreårige
I august 2021 skrev Ekstra Bladet, at Rasmus Paludan havde deltaget i seksuelle samtaler med børn ned til 13 år på chatforummet Discord. Efterfølgende blev sagen politianmeldt af Red Barnet. Paludan afviste at have overtrådt loven. Som konsekvens af Ekstra Bladets dækning udelukkede det islamkritiske parti Alternativ för Sverige Paludan fra et debatarrangement, hvor han ellers skulle have været gæstetaler.

## Advokatvirksomhed
Paludan har siden 2014 haft virke som selvstændig advokat og har været forsvarer for den selvudnævnte frihedsaktivist Lars Kragh Andersen – der i 2015 fik 30 dages betinget fængsel for blandt andet at offentliggøre personnumre tilhørende daværende statsminister, Helle Thorning-Schmidt, og daværende forsvarsminister, Nicolai Wammen –  og har også været forsvarer for provokunstneren Uwe Max Jensen,
der er ven med Paludan privat og også har været opstillet for Stram Kurs.
Paludan har desuden ført en række sager om brug af medicinsk cannabis.
I 2017 var Paludan udpeget til at forsvare en 42-årig nordjysk mand, der som den første i 46 år stod anklaget for blasfemi, efter at han havde afbrændt et eksemplar af Koranen i sin have og offentliggjort en video af handlingen på Facebook. 
Sagen kom imidlertid ikke for retten, da Folketinget i juni 2017 vedtog at afskaffe blasfemiparagraffen.
Paludan er flere gange blevet bedt forholde sig til, at han har været advokat for asylansøgere, mens han offentligt har argumenteret imod indvandring. 
Paludan har afvist kritikken og forklaret, at hans mål som advokat er at kæmpe for klienten, og at en forsvarsadvokat heller ikke behøver være tilhænger af mord for at kunne forsvare en person anklaget for manddrab. 
Paludan har videre fortalt, at han kun har været advokat for en frihedsberøvet udlænding, når vedkommende har spurgt efter ham. 
Paludan var i tre tilfælde mellem 2016 og 2018 beskikket som advokat for afrikanske asylansøgere.
I 2017 blev Paludan to gange idømt bøder af Advokatnævnet for at have tilsidesat god advokatskik. Årsagen var, at Paludan i forbindelse med flere sager havde kaldt navngivne politifolk og anklagere for korrupte, mulige kriminelle og amatører på højt niveau.
Paludan indbragte begge afgørelser for byretten, der stadfæstede dem i maj 2019.
Paludan ankede byrettens afgørelse, men den blev stadfæstet af Østre Landsret i december 2020.